# 李從榮
李從榮（?—933年），李嗣源之次子，封秦王。
应州金城（今山西省应县）人，沙陀族。
他的兄长李从审在邺都兵变中被害。故父亲李嗣源即位后，他在李嗣源在世诸子中最年长，历任天雄军节度使、河东节度使、河南尹兼判六軍諸衛事。由於殘暴擅殺，與諸臣不和，僅康義誠傾心與之結交。大臣请求李嗣源立太子。李嗣源不悦，认为立太子就意味着他可以去养老了。李从荣也不悦，认为这是枢密使范延光、赵延寿试图“剥夺我的兵权，把我囚禁在东宫”。范延光、赵延寿见李嗣源和李从荣都不同意立李从荣为太子，就转而建议加封李从荣为天下兵馬大元帥，获准。李从荣从此以精兵为护卫，走到哪里都有其跟随，让幕僚作讨伐吴国的宣战文；他声称一旦登基，就杀了范延光、赵延寿的家族，吓得他们辞去枢密使，外放为节度使。李嗣源起初以为他们是抛弃自己，但最终同意，改用朱弘昭、馮贇为枢密使。
後唐長興四年（933年），李嗣源病重，李从荣入宫问安，王淑妃告知李嗣源，但李嗣源没有反应。李從榮自感素無人望，於是密謀稱帝。朱弘昭、馮贇等皆言不可，唯康義誠贊成。從榮遂率牙兵千人列陣天津橋，帶兵入宮，又令副將馬處鈞往宮中告知以接應兵馬。
李从荣起兵后，朱弘昭等人入宫告知李嗣源。李嗣源命康義誠平亂。康義誠不聽。李嗣源改命马军指挥使朱弘實平亂，由馮贇坐鎮宮內中兴殿。李從榮由於倉促入宮，陣中多步兵。朱弘昭率三百骑兵由左掖門出，朱弘實率三百骑兵由右掖門出。李從榮人馬大亂，節節敗退。李從榮坠马，被禁衛親軍所擊殺。冯赟又率五百兵卒入秦王府，滿門殺絕。做內應的許王乳母司衣王氏被賜死。李嗣源“聞從榮已死，悲咽幾墮於榻，絕而蘇者再”。李从荣有一子年幼养在宫中。诸将请除之。李嗣源哭着说孙子无辜，却不得不将其交出。李从荣年幼的两个儿子都被处死（其中一子名叫李重光）。本人被追废为庶人。數日後，嗣源受驚死去。宋王李從厚繼承帝位。清泰元年，李从荣被以公爵礼改葬。
李从荣喜欢写诗，和从事高辇等人互相唱和，自以为超群出众，共有一千多首诗，号为《紫府集》。

## 延伸阅读
[在维基数据编辑]
 《舊五代史·卷51》，出自薛居正《舊五代史》
 《新五代史/卷15》，出自歐陽修《新五代史》